# Ялмар Йогансен
Фредерик Ялмар Йогансен (норв. Fredrik Hjalmar Johansen; 15 травня 1867, Шиєн, Норвегія — 9 січня 1913, Крістіанія) — норвезький полярний дослідник. Учасник Норвезької полярної експедиції (1893—1896) Нансена і антарктичної експедиції Амундсена

## Життєпис
Ялмар Йогансен народився в родині фермера 15 травня 1867 року. Батько бажав дати сину якісну освіту, тому Ялмар навчався в юридичній школі, що для дітей фермерів було великою рідкістю. Хлопець займався різними видами спорту. Він активно займався лижними гонками, був чемпіоном Норвегії з лижних гонок на велику дистанцію. У 1885 році Йогансен став чемпіоном Норвегії зі спортивної гімнастики. У 1889 році у складі норвезької національної команди брав участь у змаганнях в Парижі і завойовав звання чемпіона світу з гімнастики. В 1891 році Йогансен продовжив навчання — тепер у Військовій Академії Норвегії. У 21-річному віці залишив навчання в Осло через смерть батька і влаштувався на роботу у рідному місті. У 1892 році він отримав звання другого лейтенанта кавалерії норвезької армії. Звання не передбачає окладу і тому довелося відразу шукати роботу.

## В експедиції Нансена
Через брак інших вакансій Йогансен найнявся на «Фрам» кочегаром, під час дрейфу виконував обов'язки метеоролога. Був обраний Нансеном для походу на Північний полюс на санях. На 12 вакантних місць в експедиції претендувало понад 600 осіб. Похід розпочався 14 березня 1895 року. Зимівлю з 28 серпня 1895 по 19 травня 1896 років вони провели в кам'яній барлозі на мисі Норвегія 80 ° 12 'пн. Ш. 55 ° 37' східної довготи в західній частині острова Джексона з архіпелагу Земля Франца-Йосипа. Пізніше Йогансен написав книгу про свою участь в експедиції. 5 серпня 1895 року ведмедиця накинулася на Йогансена зі спини. Він сказав Нансену спокійним голосом: «Ви повинні поквапитися, якщо не хочете запізнитися». Ведмедиця збиралася відкусити голову, але йому вдалося вивернутися і схопити її за горло, після чого звіра застрелив Нансен. Йогансен відбувся подряпиною на обличчі і пораненням руки.
«Фрам» пройшов уздовж північного узбережжя Сибіру. Потім Нансен змінив курс північніше. До 22 вересня, на 79º пн.ш., «Фрам» вмерзнув у лід. Нансен і його команда приготувалися до дрейфу на захід, до Гренландії.
Повернувшись з походу, який тривав три роки, отримав звання капітана інфантерії. Як відзначала в своїх мемуарах дочка Нансена — Лів Хейєр, Йогансен після повернення з арктичної експедиції не зміг пристосуватися до цивілізованого суспільства, страждав на алкоголізм. У 1907—1909 рр. взяв участь в експедиції на Шпіцберген.
Завдяки протекції Нансена Йогансен мав роботу у чотирьох експедиціях на Шпіцберген: під керівництвом Вільяма Спірса Брюса (1907), Теодора Лернера (1907–1908), Адольфа Гуля (1908) і Гуннара Ісаксена(1909). В експедиціях вів щоденники, щоденник Шпіцбергенской експедиції був опублікований у 2002 році.

## В експедиції Амундсена
У 1910—1912 роках Йогансен був учасником експедиції Р. Амундсена в Антарктиду.
Перша спроба походу на Південний полюс була зроблена 8 вересня 1911 року. У перший полярний загін входили 8 осіб: Амундсен, Вістінг, Ялмар Йогансен, Гансен, Олаф Бьоланд, Крістіан Преструд, Йорген Стубберуд і Сверре Гассель. Похід був невдалим: при температурі -56 °C лижі не ковзали, а собаки не могли спати. Полярники вирішили дістатися до складу на 80 ° пд. ш., розвантажити там нарти і повертатися у «Фрамгайм». 15 вересня Амундсен, а за ним інші учасники експедиції повернулися назад у табір. Йогансен піддав критиці дії керівника експедиції, тому в наступний полярний загін, якому судилося відкрити Південний полюс, Йогансен не був включений. Влітку 1911 року він взяв участь в малому поході до Землі короля Едуарда VII під керівництвом лейтенанта Преструда. Стосунки з Амундсеном були зіпсовані, і Йогансен покинув «Фрам» на Тасманії, повернувшись до Норвегії окремо від іншої команди.
Страждаючи від депресії, Йогансен навернувся до алкоголю і 9 січня 1913 року на світанку застрелився. Йому виповнилося 45 років. Похований у своєму рідному місті Шиєн, Норвегія. На похороні не були присутні ні Нансен, ні Амундсен. Амундсен знаходився на шляху в США, а у Нансена помирав молодший син Осмунд.

## Вшанування пам'яті
Ідея встановлення пам'ятника Юхансену була висунута 1932 року представником клубу "Odd", його біографом - учителем із Шиєна Бредо Генріксеном. 3 березня 1932 року було створено робочий комітет із 12 осіб на чолі з консулом Ф. Бертельсеном і самим Б. Генріксеном, який звернувся до скульптора Вільгельма Расмуссена - також уродженця Шиєна. До 1939 року тривали розробка проєкту і збір коштів, яких було потрібно не менше 10 000 крон. Німецька окупація Норвегії та повоєнна розруха надовго відтермінували роботи; чорнова гіпсова модель пам'ятника була готова тільки 1954 року. Готову гіпсову модель у натуральну величину виставили 1956 року під час Телемаркської бізнес-конференції, під час якої провели лотерею для подальшого фінансування проєкту; загальна сума перевищила 70 000 крон. Відливання з бронзи тривало 1958 року, затримавшись через хвороби скульптора і дворазову зміну голови комітету зі встановлення пам'ятника. Було вирішено приурочити його відкриття до 600-річчя міста 21 вересня 1958 року. На церемонії були присутні й діти Юхансена зі своїми сім'ями, а безпосередньо відкривав статую онук - 12-річний Фредрік Ялмар Юхансен-молодший, син Пера Юхансена.
У 1997 році біограф Рагнар Квам опублікував присвячену полярному досліднику книгу «Третя людина». Автор зазначив, що внесок Йогансена в успіх норвезьких полярних подорожей не поступається ролі Нансена і Амундсена.
На його честь названо мис Йогансена на острові Земля Георга в архіпелазі Земля Франца-Йосипа.